# Kanton Amiens-5
Der Kanton Amiens-5 ist seit 2015 ein französischer Wahlkreis für die Wahl des Départementrats im Département Somme in der Region Hauts-de-France. Er umfasst drei Gemeinden im Arrondissement Amiens, sein Bureau centralisateur befindet sich in Amiens.

## Gemeinden
Der Kanton besteht aus drei Gemeinden und Gemeindeteilen mit insgesamt 24.602 Einwohnern (Stand: 1. Januar 2022) auf einer Gesamtfläche von 36,30 km²:
| Gemeinde        | Einwohner 1. Januar 2022 | Fläche km² | Dichte Einw./km² | Code INSEE | Postleitzahl        |
| --------------- | ------------------------ | ---------- | ---------------- | ---------- | ------------------- |
| Amiens          | 20.131                   | 5,64       | 3.569            | 80021      | 80000, 80080, 80090 |
| Boves           | 3.273                    | 25,37      | 129              | 80131      | 80440               |
| Cagny           | 1.198                    | 5,29       | 226              | 80160      | 80330               |
| Kanton Amiens-5 | 24.602                   | 36,30      | 678              | 8010       | –                   |

1. ↑   Nur der südöstliche Teil der Gemeinde, der Rest verteilt sich auf die Kantone Amiens-1, Amiens-2, Amiens-3, Amiens-4, Amiens-6 und Amiens-7.